# 大野裕夫
大野 裕夫（おおの ひろお、1954年 - ）は、日本の国土交通官僚、地方公務員、実業家。海事局次長、大臣官房運輸安全政策審議官、新潟県副知事を歴任。瑞宝中綬章受章。

## 経歴
千葉県船橋市出身。開成中学校・高等学校を経て1977年、東京大学法学部卒業、運輸省に入省。関西国際空港開港記念「世界観光大臣会議｣総合プロデュースをはじめ、国の立場で各種イベントに携わる。新潟県中越地震からの観光復興事業推進、長野県白馬村へのオーストラリア人スキーヤー誘致、「にいがた朝ごはんプロジェクト」推進、「むらかみ黒塀プロジェクト」支援等、信越地域を中心に数々の観光事業に取り組む。運輸施設整備事業団総務部長、2003年7月 東北運輸局次長、2004年2月 北陸信越運輸局長、2006年7月 大臣官房審議官、2007年7月 海事局次長、2009年9月 大臣官房運輸安全政策審議官、2010年5月 辞職。新潟県副知事、2013年4月 退任。2019年6月 株式会社SAP社長就任。2021年4月 ラオックス・メディアソリューションズ株式会社 代表取締役社長。

## 栄典
2024年11月 令和6年秋の叙勲で瑞宝中綬章を受章